# Histiotus alienus
Histiotus alienus (Thomas, 1916) è un pipistrello della famiglia dei Vespertilionidi diffuso in America meridionale.

## Descrizione

### Dimensioni
Pipistrello di piccole dimensioni, con la lunghezza della testa e del corpo di 54 mm, la lunghezza dell'avambraccio di 45 mm, la lunghezza della coda di 45 mm, la lunghezza delle orecchie di 29 mm.

### Aspetto
Le parti dorsali sono marroni scure, mentre le parti ventrali sono leggermente più chiare. Le orecchie sono grigio scure, estremamente lunghe, ovali e connesse alla base da una sottile membrana alta circa 2 mm. Le membrane alari sono grigio scure. La coda è lunga ed inclusa completamente nell'ampio uropatagio.

## Biologia

### Alimentazione
Si nutre di insetti volanti.

## Distribuzione e habitat
Questa specie è conosciuta soltanto presso Joinville, nello stato brasiliano di Santa Catarina, nel sud-est del paese, in Uruguay e nell'Argentina centro-orientale.

## Conservazione
La IUCN Red List, considerata la continua incertezza sulla sua distribuzione, le minacce e l'ecologia, classifica H.alienus come specie con dati insufficienti (DD).